# 東京大学宇宙線研究所
東京大学宇宙線研究所（とうきょうだいがくうちゅうせんけんきゅうしょ、英称:Institute for Cosmic Ray Research, University of Tokyo、略称:ICRR）は東京大学の附置研究所で、宇宙線の観測を行い、高エネルギー宇宙を解明するとともに素粒子物理学を開拓することを目的としている。日本初の全国共同利用研究機関であり、国際共同利用・共同研究拠点に指定されている。

## 概要
東京大学宇宙線観測所が1976年、1956年から同じような研究をしていた東京大学原子核研究所宇宙線部の3部門を吸収し、東京大学宇宙線研究所となる（6部門1施設）。
国内に4か所の観測施設を保有している。
- 乗鞍観測所（岐阜県高山市、1950年）
- 明野観測所（山梨県北杜市、1976年）
- 神岡宇宙素粒子研究施設（スーパーカミオカンデ、岐阜県飛騨市、1996年）
- 宇宙ニュートリノ観測情報センター（RCCN、柏キャンパス、2000年）

また、海外に4か所の観測拠点を有している。チベットのヤンパーチンの高原（4,300メートル）、アメリカ合衆国ユタ州の砂漠、大西洋上のスペイン領カナリア諸島ラ・パルマ（カナリア高エネルギー宇宙物理観測研究施設）、南米大陸にあるボリビアのチャカルタヤ山である。

## 沿革

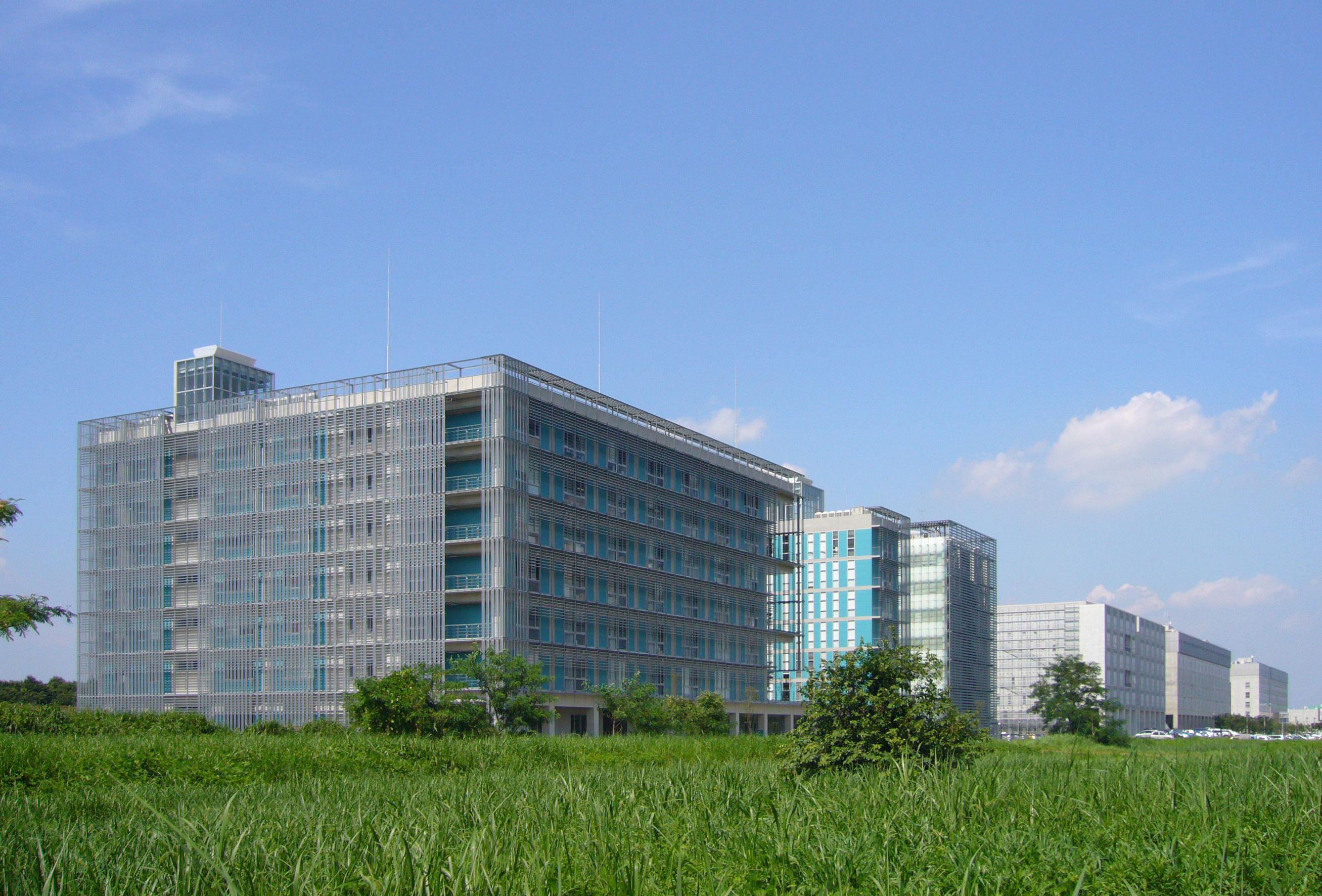
東京大学柏キャンパス

- 1950年 - 朝日学術奨励金によって乗鞍岳に朝日小屋（木造15坪）が建てられた[2]。
- 1953年 - 東京大学宇宙線観測所となる。
- 1976年 - 東京大学宇宙線研究所となる（東京都田無市）。附属施設として明野観測所を設置。
- 1983年 - 岐阜県吉城郡神岡町（現：飛騨市）の神岡鉱山跡地にカミオカンデが完成し、神岡地下観測所が新設される。
- 1995年 - スーパーカミオカンデが完成し、神岡地下観測所に代わって神岡宇宙素粒子研究施設が新設される。
- 2000年 - 柏キャンパスに移転。
- 2002年 - カミオカンデによる研究により、小柴昌俊がノーベル物理学賞を受賞。
- 2004年 - 明野観測所に新しい望遠鏡が搬入され、観測を開始。同時期、オーストラリアに観測所を開所。
- 2007年 - 数物連携宇宙研究機構が設立され、事務局を設置。
- 2008年 - アメリカ合衆国ユタ州の砂漠に、宇宙線望遠鏡を設置、宇宙線観測を開始。
- 2010年 - XMASSが完成、観測を開始。
- 2015年 - 1996年よりスーパーカミオカンデで観測された、大気ニュートリノの振動によりニュートリノが質量を持つことを確認した業績で、梶田隆章がノーベル物理学賞を受賞。
- 2018年 - 国際共同利用・共同研究拠点に指定される。

## 組織

### 研究部門
- 宇宙ニュートリノ研究部門：カミオカンデ設置後設立された研究部門。1987Aの観測以降、正式な組織となる。
- 高エネルギー宇宙線研究部門：明野観測所や乗鞍観測所に設置された観測装置を用いて、観測を行う研究部門。
- 宇宙基礎物理研究部門：宇宙由来の放射線の理論的研究を行う研究部門。

### 附属施設

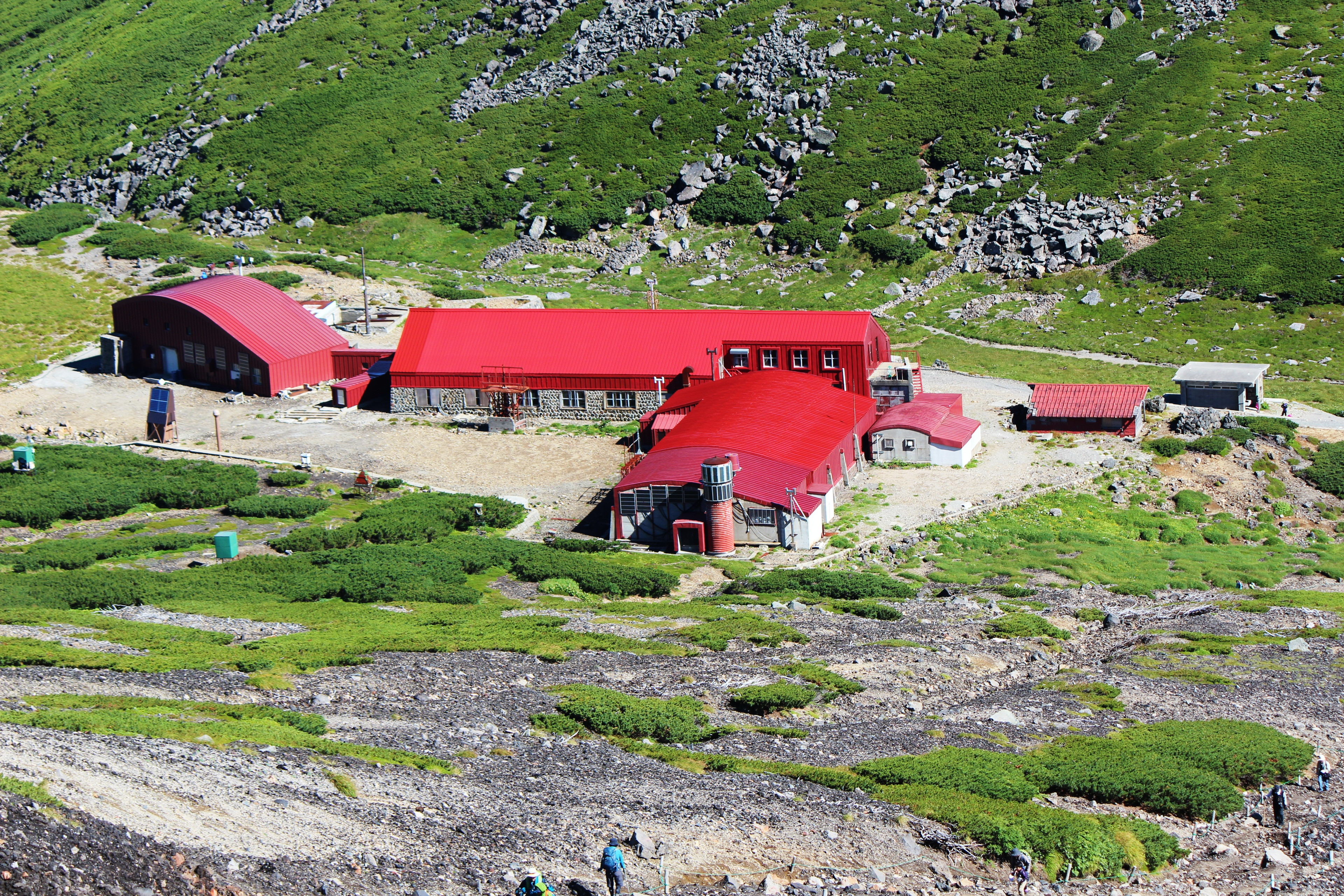
乗鞍観測所

- 乗鞍観測所（岐阜県高山市）
  - 乗鞍観測所鈴蘭連絡所（長野県松本市）

冬場など、許可を受けた自動車が乗り入れのできないときに、観測所員が交代する場所として活用している。最寄りのバス停の名称は「コロナ連絡所前」と名付けられている。
- 神岡宇宙素粒子研究施設（岐阜県飛騨市）
  - スーパーカミオカンデ - ニュートリノ観測装置ならびに大統一理論に基づく、陽子崩壊を検出するための実験装置。K2K実験に用いられ、高エネルギーニュートリノ振動の検出を行った。今後はJ2K実験によって、低エネルギーニュートリノ振動を捉える実験に用いられる予定[注釈 1]。
  - 重力波・地殻ひずみ測定装置「CLIO」「LCGT」 - （一般相対論に関する研究）一般相対性理論の予測する時空の振動・重力波の直接検出を目指す研究。（地球物理学的研究）地球中心にあると考えられている、液体外核と固体内核の挙動によって生じる可能性のある微弱な重力波などを検出するための実験装置。
  - XMASS - 神岡坑道内、地下約1000mに設置された、暗黒物質観測実験装置。液体キセノンを用いることで、ニュートリノ並の微弱な相互作用を持つと考えられている暗黒物質を観測する装置。2010年10月より実験開始。改修を経て、2013年11月より実験再開。
- 明野観測所（山梨県北杜市（旧：明野村））
  - 宇宙線望遠鏡「AGASA」（Akeno Giant Air Shower Array：明野広域空気シャワー観測装置）- 1990年から2004年に掛けて運用された、数平方キロメートルの敷地内に、空に向けた多数の光電子増倍管によって宇宙線が大気との間で放つチェレンコフ光を観測する空気シャワーアレイ[5]。
  - MITSuME望遠鏡 - 岡山天体物理観測所に設置された50cm新技術望遠鏡の兄弟機。東京工業大学のチームとの共同研究。
- オーストラリア観測所（オーストラリア連邦クィーンズランド州）
  - オーストラリアの砂漠に設置した宇宙線望遠鏡。
- ユタ観測所（アメリカ合衆国ユタ州） - 国際共同運用観測所
  - ユタ州の砂漠に設置した宇宙線望遠鏡。AGASAでの技術と経験を生かして設置、2008年より運用を開始。
- 宇宙ニュートリノ観測情報融合センター（RCCN）

## 大学院教育
- 宇宙線研究所は研究所としての研究活動だけでなく、東京大学大学院および理学部の教育も担当しており、主として理学系研究科物理学専攻・理学部物理学科から大学院生および学部生を受け入れている。

## 他大学・研究機関との協力
スーパーカミオカンデでの運営・活用で、富山大学と協力する覚書を結んでいる。大型低温重力波望遠鏡KAGRAにおける教育及び研究協力などを柱とする学術連携に関する協定を東京都市大学と結んでいる。国際連携事業として、各国の宇宙線物理学者との共同利用も進めている。

## 所在地
- 〒277-8582 千葉県柏市柏の葉五丁目1番地5

宇宙線研究所の本部および主な施設は、東京大学柏キャンパスに設置されている。

## 一般公開
- 東京大学柏キャンパス祭時に、研究室公開や各種イベントを実施。
- その他の観測施設については、国内施設のみ公開。